# Jaeschkea microsperma
Jaeschkea microsperma là một loài thực vật có hoa trong họ Long đởm. Loài này được C.B. Clarke mô tả khoa học đầu tiên năm 1883.